# Аксел
Акселът е скок във фигурното пързаляне, именуван на създателя си – норвежеца Аксел Паулсен. Това е най-старият и най-сложен скок. Той е единственият състезателен скок, който започва с излитане напред, което го прави най-лесният за разпознаване. Двоен или троен Аксел се изисква както в кратките програми, така и във волните програми за юноши и възрастни фигуристи във всички състезания на Международен кънки съюз (ISU). Към 2020 г. 12 жени успешно са завършили троен Аксел в международно състезание. Акселът има допълнително половин завъртане, което, както заявява експертът по фигурно пързаляне Хана Робинс, прави тройния Аксел „повече четворен скок, отколкото троен“.

## История
Опит за четворен Аксел прави руският фигурист Артур Артурович Дмитриев на състезанието Rostelecom Cup през 2018 г., но скокът е зачетен като троен, тъй като недозавъртането е с повече от половин оборот. На Олимпиадата през 2022 г. двукратният олимпийски шампион Юдзуру Ханю извършва четворен аксел, който е зачетен като първи опит за четворен Аксел с недозавъртане от повече от 90 градуса и така е отразен в протоколите на съдиите като първи опит за четворен Аксел в историята на фигурното пързаляне, нередуциран до троен.